# Потоцька печера
Потоцька печера — альпійська печера, розташована в Словенії, в хребті Караванке, на висоті 1700 м на південному схилі Ольшевої. Епонімна позиція Культура Олшево, яка є локальним варіантом орінської культури.
Печера знаходиться у вапняковому утворенні, утвореному в період верхнього тріасу. Вона завдовжки 114 м, шириною до 40 м і висотою до 14 м. Вперше вона була досліджена у 1928–1935 роках Сречко Бродаром, який виявив у плейстоценових шарах. Їй приблизно 40–30 тисяч. років до н.е., також знайдено сліди таборів орінського населення разом з артефактами, серед яких були кам'яні знаряддя праці (включаючи наконечники стріл та флейти, зроблені з ведмежих кісток) та залишки фауни (включаючи печерні леви, вовки, мамонти, олені). 
У селі поблизу печери для туристів відкрита постійна виставка в заїжджому дворі та музеї Firšt у долині Логар. Значну частину виявлених на той час пам’яток передали до музею в Целліі, що був знищений під час бомбардувань міста в Другій світовій війні. Подальші артефакти були виявлені розкопками 1997–2000 років.